# Ducato di Curlandia e Semigallia
Il Ducato di Curlandìa e Semigallia (in latino Ducatus Curlandiae et Semigalliae, in polacco Księstwo Kurlandii i Semigalii, in tedesco Herzogtum Kurland und Semgallen, in lettone Kurzemes un Zemgales hercogiste) è il nome di un ducato nato nel 1561 ed esistito fino al 1795  (dal 1562 al 1791 come vassallo del Granducato di Lituania e successivamente della Confederazione polacco-lituana).  Nel 1791 ottenne la piena indipendenza, ma il 28 marzo 1795 fu annesso all'Impero russo durante la terza spartizione della Polonia.
Questo nome fu poi ripreso dallo stato-fantoccio (vedi Ducato di Curlandia e Semigallia del 1918) creato l'8 marzo 1918, durante la prima guerra mondiale, ed estinto il 22 settembre dello stesso anno. Sulla carta, esso sarebbe diventato parte del Ducato Baltico Unito, satellite dell'Impero tedesco. Alla fine della guerra, invece, il territorio passò alla Lettonia.

## Storia
Nel 1561, durante la Prima guerra del nord, la Confederazione della Livonia fu smembrata, e l'Ordine livoniano bandito. Sulle basi stabilite nel trattato di Vilnius, la parte meridionale dell'Estonia e la parte settentrionale della Lettonia furono unite nel Ducato Ultradunense (latino: Ducatus Ultradunensis; lituano: Pārdaugavas hercogiste) e furono cedute al Granducato di Lituania. La parte della Lettonia tra la sponda occidentale del fiume Daugava ed il Mar Baltico divenne il Ducato di Curlandia e Semigallia, nominalmente vassallo del Granducato di Lituania.
Gottardo Kettler, l'ultimo Maestro dell'Ordine di Livonia, divenne il primo duca di Curlandia, mentre gli altri membri dell'Ordine divennero i nobili della Curlandia, ognuno col proprio feudo personale. In tutto, Gottardo Kettler ottenne all'incirca un terzo della terra del nuovo ducato. Mitau (Jelgava) fu designata come nuova capitale ed il luogo dove la Dieta veniva convocata due volte all'anno.
Alcune aree della Curlandia non appartenevano al Ducato. L'ex ordine dei cavalieri portaspada aveva infatti ceduto il distretto di Grobiņa (sulla costa del Mar Baltico) al Duca di Prussia. Un altro distretto, il Vescovato di Piltene, chiamato anche Vescovato di Curlandia (nella Curlandia occidentale, nei pressi del fiume Venta), apparteneva al Re Magnus di Danimarca. In teoria, alla sua morte il distretto sarebbe dovuto tornare al Ducato di Curlandia, ma ciò non avvenne se non molto tempo dopo la sua morte.
Come gli altri membri dell'Ordine Livoniano, Kettler era tedesco e prese a governare il ducato come se fosse uno stato tedesco. Nel 1570, istituì il Privilegium Gotthardinum, che legittimava i proprietari terrieri a considerare servi i contadini che nascevano nei propri feudi.
Quando Gottardo Kettler morì nel 1587, i suoi figli, Federico e Guglielmo, divennero i duchi di Curlandia e divisero il Ducato in due parti (1596). Federico controllò la parte orientale (la Semigallia o, in lettone Zemgale, con capitale Jelgava (Mittau). Guglielmo governò invece la parte occidentale, la Curlandia vera e propria (in lettone: Kurzeme), con capitale Kuldīga (Goldingen). Guglielmo aggiunse al suo territorio il distretto di Globina, sposando la figlia del Duca di Prussia, poi riprese il controllo sul distretto di Piltene, ma alla fine dovette entrare a far parte della Confederazione polacco-lituana.
Comunque, le relazioni tra il duca ed i proprietari terrieri erano abbastanza ostili, visto che la stessa Confederazione appoggiava questi ultimi. Quando poi fu allontanato dal trono nel 1616, il fratello Federico rimase l'unico sovrano.
Tra il 1600 ed il 1629, le guerre tra la Confederazione polacco-lituana e la Svezia ebbero luogo proprio nelle terre attorno a Riga; persa la Lettonia settentrionale e centrale, alla Confederazione restò solo la parte orientale del Ducato di Livonia, mentre la Curlandia non subì particolari devastazioni.
Con l'avvento del duca successivo, Giacomo Kettler, il Ducato raggiunse il suo culmine di prosperità: il nuovo duca infatti possedeva una mente aperta ed indirizzata verso il mercantilismo. Furono aperte rotte commerciali fisse verso il Regno d'Inghilterra, il Regno di Francia e tutti i paesi dell'Europa occidentale. Giacomo fondò anche la flotta mercantile ufficiale del Ducato di Curlandia, i cui porti principali erano Windau (oggi Ventspils) e Libau (l'odierna Liepāja).

### Colonialismo
Nel 1651 il Ducato fondò la sua prima colonia in Africa, ossia l'Isola di Sant'Andrea (oggi Isola James), dove costruì il Forte Jacob (oggi Forte James). Dall'isola, le principali esportazioni erano l'avorio, l'oro, pelli e spezie. Poco dopo, nel 1652, fu fondata una nuova colonia, il Tobago, nelle isole caraibiche: da qui, le esportazioni maggiori erano di zucchero, tabacco, caffè e spezie.
Comunque, anche durante questo periodo, il Ducato di Curlandia suscitava l'interesse della Confederazione polacco-lituana e della Svezia. Nel 1655 l'esercito svedese invase il Ducato, dando inizio alla Seconda guerra del nord, che si concluse con la Pace di Oliwa del 1660, che segnò il declino della potenza del Ducato.

### La decadenza
Quando Giacomo morì nel 1682, fu nominato Duca suo figlio Federico II Casimiro Kettler. Durante il suo regno, l'economia continuò il declino. Il nuovo duca non seppe porre rimedio a questa situazione, provocando così una sempre più forte influenza polacca sul ducato, su cui ora cominciava ad affacciarsi l'ombra russa.
Quando il duca morì (1698), il successore Federico III Guglielmo Kettler aveva solo sei anni, e fu posto così come reggente suo zio, Ferdinando, un generale polacco. Due anni dopo scoppiò la Grande guerra del nord tra Svezia ed Impero russo, cui presero parte anche i loro alleati (l'Impero ottomano ed i Cosacchi Ucraini per la Svezia; la Prussia, la Danimarca, la Norvegia, la Sassonia e la Confederazione polacco-lituana per l'Impero russo). La vittoria russa fu schiacciante: essi ottennero la parte centrale della Lettonia e riuscirono a mettere un uomo di fiducia nelle alte sfere del Ducato di Curlandia: Peter Bestuzhev. Inoltre, fu organizzato un matrimonio tra una nipote dello zar Pietro I di Russia ed il Duca di Curlandia Federico III Guglielmo Kettler, aumentando ancora di più l'influenza russa. Nel 1710 questo matrimonio tra il duca e Anna Ivanovna fu celebrato ma poco dopo il duca morì a San Pietroburgo, regalando di fatto il Ducato alla nuova sovrana russa, che vi regnò tra il 1711 ed il 1730.
Il candidato al trono restava ora Ferdinando Kettler, che però risiedeva a Danzica, all'esterno del Ducato e così la Dieta non volle nominarlo duca. Il favorito diventava dunque Maurizio di Sassonia, figlio naturale di Augusto II di Polonia. Eletto duca nel 1726, durò solo un anno: i russi non accettarono questa nomina ed invasero il paese; il neo-duca abbandonò così il Ducato, ed i Russi divennero i protettori del paese. L'ultimo Kettler in vita, Ferdinando, morì nel 1737 ed Anna Ivanovna, diventata intanto l'imperatrice Anna I di Russia, nominò Ernesto Giovanni Biron duca di Curlandia nel 1737.
Uomo di fiducia dell'Impero russo, Biron ottenne una gran quantità di aiuti economici dalla Russia, investendoli in imponenti costruzioni, come il Palazzo di Rundāle, progettato dall'architetto italiano Bartolomeo Rastrelli, e il Ducato ebbe un qualche accenno di ripresa economica. Sul letto di morte, Anna lo designò reggente per il piccolo Ivan VI di Russia, futuro Zar. Dopo 3 mesi di reggenza, Biron venne sorpreso mentre tentava di uccidere un suo vecchio rivale il 19 novembre 1740 e condannato a morte per squartamento, sentenza poi commutata al confino a vita a Pelym in Siberia.

### La fine del Ducato
Il re Augusto III di Polonia, approfittando del confino di Biron e dei malumori dei latifondisti, nominò Carlo di Sassonia Duca di Curlandia; ma una parte di questi sosteneva invece il Biron. Per risolvere questa situazione, l'imperatrice Caterina II di Russia richiamò Biron dall'esilio nel 1763, togliendo alla Confederazione polacco-lituana ogni speranza di sostituire la Russia come protettore del Ducato. Ma Biron, deluso dal trattamento ricevuto, abdicò, e salì così al trono suo figlio, Pietro (1769). Ma i tumulti continuavano e alla fine, approfittando della terza spartizione della Polonia, il Ducato venne richiesto ufficialmente dall'Impero russo. Il Duca Pietro, abbandonato da tutti, e non avendo altre alternative, firmò il passaggio di consegne il 28 marzo del 1795. Il Ducato di Curlandia da quel giorno smise di esistere.

## Elenco dei duchi di Curlandia e Semigallia
1561–1587 Gottardo
1587–1596 Federico (regnò congiuntamente al fratello Guglielmo)
1587-1596 Guglielmo (regnò congiuntamente al fratello Federico)
Separazione
1596–1618 Federico (in Semigallia)
1596–1617 Guglielmo (in Curlandia)
Riunificazione
1618–1642 Federico
1642–1682 Giacomo (coreggente già dal 1638)
1682–1698 Federico Casimiro
1698–1711 Federico Guglielmo
1711–1730 Anna (Reggente)
1726–1727 Ermanno Maurizio (solo nominato: non regnò mai di fatto)
1730–1737 Ferdinando
1737–1740 Ernesto Giovanni
1741      Luigi Ernesto
1758–1763 Carlo
1763–1769 Ernesto Giovanni (per la seconda volta)
1769–1795 Pietro